# Stetteldorf (Herrschaft)
Die Herrschaft Stetteldorf war eine Grundherrschaft im Viertel unter dem Manhartsberg im Erzherzogtum Österreich unter der Enns, dem heutigen Niederösterreich.

## Ausdehnung
Die Herrschaft mit den Gülten Wolfpassing, Schmida, Oberzögerddorf, Oberrußbach, Abbsborf, Seitzersdorf, Puch und Eggendorf umfasste zuletzt die Ortsobrigkeit über Oberabbsdorf, Eggendorf am Wagram, Inkersdorf, Oberrußbach, Niederrußbach, Puch, Kleedorf, Oberhautzenthal, Unterhautzenthal, Unterparschenbrunn, Wolfpassing, Seitzersdorf, Goldgeben, Unterabbsdorf, Schmida, Zaina, Perzendorf, Mollersdorf, Stetteldorf und Oberzögersdorf. Der Sitz der Verwaltung befand sich im Schloss Stetteldorf.

## Geschichte
Als letzter Inhaber der Familienfideikommissherrschaft (einzig Eggendorf war ein Allodium) fungierte Johann Franz Graf zu Hardegg auf Glatz und im Machlande, bis diese mit den Reformen 1848/1849 aufgelöst wurde.